# 廓正子
廓 正子（かまえ まさこ、1929年 - ）は、演劇・演芸評論家。元産経新聞社大阪文化部記者・編集委員。

## 来歴
大阪市生まれ。樟蔭女子専門学校（現・大阪樟蔭女子大学）国文科卒業後、産経新聞社入社。大阪文化部で古典芸能や宝塚歌劇など舞台を中心とした記事に携わる。司馬遼太郎とは文化部の同僚であった。
演劇・演芸評論家として雑誌・新聞などに多数の評を執筆。書籍や各種パンフレットなどの執筆、大阪市文化財保護審議会委員、大阪文化祭賞選考委員、人形浄瑠璃因協会理事、文化庁芸術選奨（演劇部門・古典芸能部門・大衆芸能部門・舞踊部門）選考委員なども務める。

## 著作
- 『まるく、まぁ〜るく 桂枝雀』サンケイ出版、1981年9月10日。
- なにわ華がたり―中川絹子　桂米朝と一門をささえた半生記（2004年7月、淡交社) ISBN 9784473031822[3][4]

### 執筆
- 大阪府立上方演芸資料館（ワッハ上方）（編）『上方演芸大全』（2008年11月、創元社） - 第3章（喜劇）
- 桂米朝 『上方落語ノート 第三集』（2020年6月、岩波書店）‐ 解説